# Фёдоровка (Рогачёвский район)
Фёдоровка (бел. Федараўка) — деревня в Довском сельсовете Рогачёвского района Гомельской области Белоруссии.
Около деревни расположено месторождение глины.

## География
В 21 км на восток от районного центра и железнодорожной станции Рогачёв (на линии Могилёв — Жлобин), 118 км от Гомеля.
На востоке река Рекотун (приток реки Днепр).

## История
По письменным источникам известна с середины XIX века как селение в Довской волости Рогачёвского уезда Могилёвской губернии. По ревизии 1858 года владение помещика Радевича, который в 1865 году владел 2063 десятинами земли, ветряной мельницей и сукновальней, действовала церковь. В 1930 году организован колхоз. Во время Великой Отечественной войны 12 жителей погибли на фронте. Согласно переписи 1959 года в составе колхоза «Заря» (центр — деревня Серебрянка).

## Население
- 1858 год — 2 двора.
- 1909 год — 4 двора, 16 жителей.
- 1925 год — 23 двора.
- 1959 год — 104 жителя (согласно переписи).
- 2004 год — 12 хозяйств, 19 жителей.

## Транспортная сеть
Транспортные связи по просёлочной, затем автомобильной дороге Рогачёв — Довск. Планировка состоит из прямолинейной, близкой к широтной ориентации улицы. В 1 км на юго-восток обособленный участок застройки. Жилые дома деревянные, усадебного типа.